# Comorozetes corrugatus
Comorozetes corrugatus är en kvalsterart som beskrevs av Sandór Mahunka 1997. Comorozetes corrugatus ingår i släktet Comorozetes och familjen Microzetidae. Inga underarter finns listade i Catalogue of Life.